# Helius argyrosternus
Helius argyrosternus är en tvåvingeart som beskrevs av Alexander 1930. Helius argyrosternus ingår i släktet Helius och familjen småharkrankar. Inga underarter finns listade i Catalogue of Life.